# 于汉超
于汉超（1987年2月25日—），出生于辽宁省大连市，是中国职业足球运动员，主要司职左前卫， 现效力于 中国超级联赛 的上海申花。

## 俱乐部生涯

### 大连阿尔滨
2012年12月25日，于汉超转会加盟大连阿尔滨。

### 广州恒大
2014年6月10日，于汉超同队友李学鹏以4800万人民币身价从大连阿尔滨转会加盟广州恒大。
2018年9月，于汉超的右膝软骨出现伤情。那时广州恒大淘宝正处在冠军争夺之中，国家队在准备亚洲杯，于汉超选择了保守治疗。2019年1月，正在代表中国男足参加2019年亚洲杯的于汉超因右腿拉伤不得不提前离开国家队。一段时间的静养与保守治疗之后，他的伤情并未缓解，反而加重，关节病情加重，大腿肌肉开始萎缩。2019赛季，他仅仅代表广州恒大淘宝出场268分钟，有1次助攻。2019年5月，他在意大利进行了右膝软骨手术。留在意大利康复一段时间后，他返回中国，先后在广州、大连度过康复期。然而，康复效果不理想，他无法按照原定计划在7月份复出比赛。之后，他于8月5日在德国慕尼黑再一次接受右膝软骨手术。之后，俱乐部安排他留在慕尼黑，直至完全康复。
2020年4月14日，于汉超因更改机动车号牌违反恒大“九开除”纪律规定被广州恒大开除。同時于漢超被广州警方罚款5000元、行政拘留15日，驾驶证扣12分。

### 上海申花
2023年11月25日，上海申花队员于汉超在2023年中国足协杯决赛中，于汉超在下半场比赛的第63分钟破门，帮助申花夺得足协杯冠军。

## 国家队生涯
2009年5月，新任国家队主帅高洪波将于汉超召入自己的首批集训名单，也使他成为“高一期”中唯一一名来自于中国次级联赛的国脚。
2009年5月29日友谊赛对阵德国是他的第一场国际A级赛。

### 中国国家队进球记录
- 仅列出国际A级比赛进球

| 时间           | 地点  | 对手     | 比分 | 赛事                     | 进球(累计) |
| -------------- | ----- | -------- | ---- | ------------------------ | ---------- |
| 2010年6月26日  | 昆 明 |          | 4-0  | 友谊赛                   | 2( 2)      |
| 2011年7月28日  | 万 象 |          | 6-1  | 2014年世界杯亚洲区预选赛 | 2( 4)      |
| 2014年6月18日  | 沈 阳 | 北馬其頓 | 2-0  | 友谊赛                   | 1( 5)      |
| 2014年9月4日   | 鞍 山 | 科威特   | 3-1  | 友谊赛                   | 1( 6)      |
| 2015年11月12日 | 长 沙 | 不丹     | 12-0 | 2018年世界杯亚洲区预选赛 | 2( 8)      |

## 荣誉
- 中国足球甲级联赛冠军：2009
- 中国足球超级联赛最佳阵容：2012
- 中国足球超级联赛冠军：2014、2015、2016、2017、2019
- 亚足联冠军联赛冠军：2015
- 中国足协杯冠军：2016、2023
- 中国足球协会超级杯冠军：2016、2017、2018、2024、2025

## 争议
2020年4月14日晚，据广州市公安局通报，网传一宗实施使用编造的机动车号牌的交通安全违法行为，经广州交警调查取证，违法行为人于汉超承认违法事实，处罚款5000元、行政拘留15日的处罚，驾驶证记12分。当晚，恒大俱乐部宣布于汉超严重违反队内纪律规定，给予开除处分。
从视频来看，于汉超将E的下面一横刮掉，使其变成F。据了解，广州的“开四停四”政策是于汉超做出此举的原因。即，外地号牌的车辆仅能在广州连续行驶4天，而恒大俱乐部一周有6天的训练。
4月30日，于汉超发表道歉声明。